# Invasion turque de Chypre
Pour la guerre de Chypre entre Vénitiens et Ottomans, voir Quatrième Guerre vénéto-ottomane.
Pour les articles homonymes, voir Opération Attila.
Invasion turque de Chypre
L'invasion turque de Chypre, également connue sous les noms de code opération Attila et opération paix pour Chypre (en turc : Atilla Harekâtı ou Kıbrıs Barış Harekâtı), est l'offensive militaire des forces armées turques lancée le 20 juillet 1974, qui a conduit à l'occupation par la Turquie de 38 % du territoire chypriote, et à la partition de celui-ci.

## Contexte
Lorsque Chypre devient une république indépendante du Royaume-Uni en 1960, sa population se répartit en deux communautés principales : la communauté Chypriote grecque et la communauté Chypriote turque (minoritaire). Or, par le traité de garantie signé la même année, le Royaume-Uni, la Turquie et la Grèce deviennent les États garants de l'équilibre constitutionnel de l'île, ce qui octroie, sous certaines conditions, un droit d'intervention militaire aux trois puissances garantes pour rétablir l'ordre constitutionnel si celui-ci venait à être bousculé.
Pendant la dictature des colonels qui se met en place en Grèce, de nombreux opposants politiques se réfugient à Chypre. Le 15 juillet 1974, la Garde nationale dirigée par des officiers grecs lance une tentative de coup d'État contre le président chypriote, l'archevêque Makários, avec l'aide du groupe paramilitaire chypriote grec de l'EOKA B ; leur objectif commun est de réaliser l'Énosis, c'est-à-dire l'unification de Chypre à la Grèce. 
Le 20 juillet, la Turquie intervient militairement en évoquant la protection des intérêts de la communauté turque de l'île (alors 18 % de la population chypriote) et le rétablissement de l'ordre constitutionnel. En parallèle, le Conseil de sécurité des Nations unies vote la résolution 353 demandant le « retrait sans délai du territoire de la république de Chypre de tous les militaires ». Cette résolution concerne principalement les forces grecques positionnées sur l'île et dont l'ONU suspecte l'implication. La Turquie fait alors valoir l'article 4 du traité de garantie afin de légitimer son intervention unilatérale, tout en évitant une confrontation directe avec la Grèce qui fait également partie de l'OTAN.

## L'opération Attila

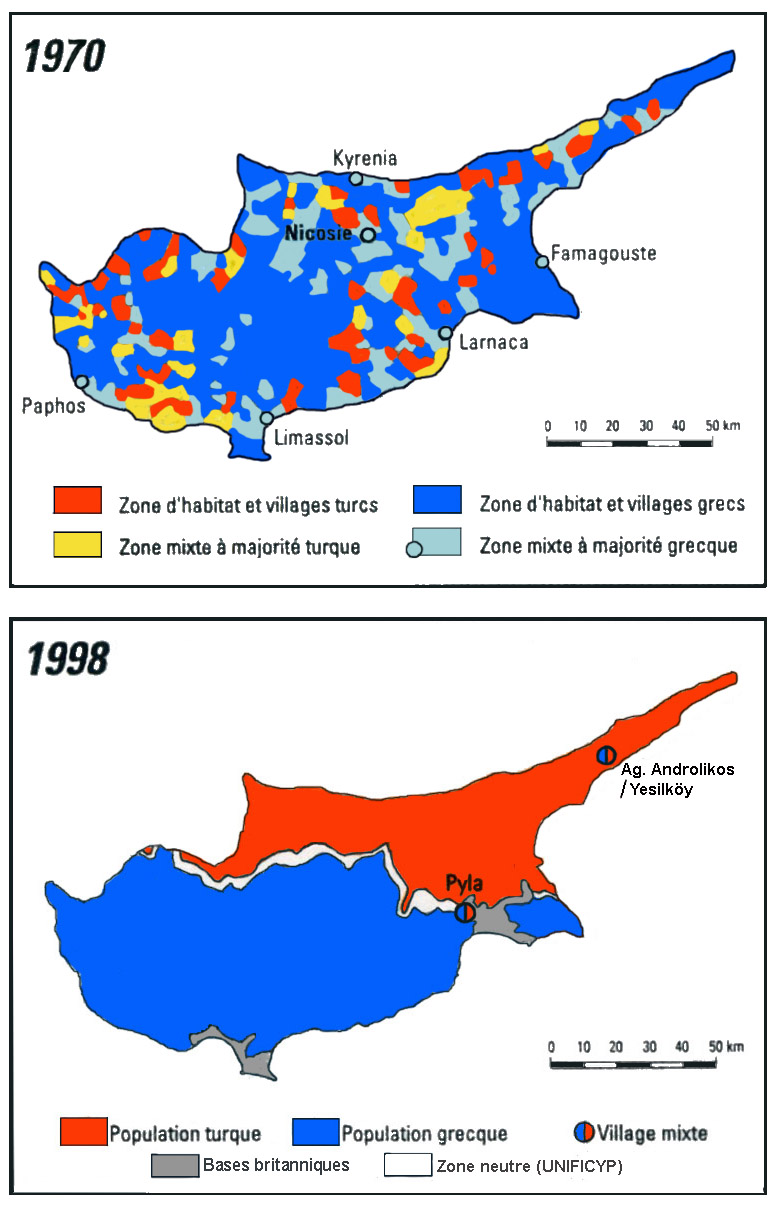
Les zones de peuplement en 1970 et en 1998, d'après Marie-Pierre Richarte, La partition de Chypre: étude géopolitique, 1998.

Le 20 juillet 1974, à 5 h 45, l'opération appelée Attila (Atilla, en turc ; selon les sources, le nom fait référence au commandant des forces turques, ou au roi des Huns, Attila) est lancée, le gouvernement turc commence à déployer des troupes terrestres à bord de péniches de débarquement, ainsi que des parachutistes aéroportés à bord d'avions de transport C-130 entre Kyrenia et Nicosie.
À 6 h 30, le premier ministre turc Bülent Ecevit annonce à la radio la décision de son gouvernement : 
« L'intervention turque à Chypre a été faite en réponse au coup d'État qui a été commis quatre jours plus tôt contre le président chypriote, l'archevêque Makarios ». Cette opération est lancée conformément aux dispositions imposées par le traité de garantie, signé le 16 août 1960 par le Royaume-Uni, la Turquie et la Grèce.
Au total, ce sont 40 000 soldats turcs et 20 000 miliciens chypriotes turcs qui affrontent 12 000 Chypriotes grecs. 
Le 22 juillet 1974, une flottille de trois destroyers de la marine turque est attaquée par erreur par des Lockheed F-104 Starfighter de l'aviation turque la prenant pour une force grecque. Le TCG Kocatepe (D 354) de la classe Gearing est coulé et les deux autres gravement endommagés.
Le 23 juillet 1974, un cessez-le-feu est signé et l'armée turque occupe 3 % de l'île.
Du 13 au 16 août, une deuxième opération appelée Atilla II est lancée par l'armée turque sur Lefke et Famagouste, afin d'assurer le contrôle sur la frontière entre les deux communautés, les forces pro-turques contrôlent 38 % de l'île.

## Négociations et maintien de la paix
Les forces de l'UNFICYP, agissant sous mandat de l'ONU, ont été mises en place, dès 1964, pour prévenir toute poussée de violence entre les deux communautés. En 1974, à la suite des opérations militaires turques, une « ligne verte » (« ligne Atilla » pour les Turcs), constituant une zone démilitarisée et une barrière physique entre les deux entités sépara l'île de Chypre, et sa capitale Nicosie.

## Fin des combats et conséquences immédiates
Les forces armées turques ne rencontrant qu'une résistance dispersée et désorganisée des forces chypriotes grecques et de l'EOKA-B, elles prirent le contrôle du couloir entre Nicosie et Kyrenia. Près de 210 000 réfugiés grecs sont déplacés vers le sud, dans des camps construits dans l'urgence, par le Service spécial pour les soins et la réadaptation des personnes déplacées chypriote.
En réponse à l'offensive de la Turquie, le gouvernement grec du général Dimítrios Ioannídis annonça que la Grèce préparait la mobilisation générale de ses forces armées en accord avec son statut de garant de l'équilibre constitutionnel et le droit des trois nations à une intervention militaire sur l'île. 
À la suite du coup d'État de 1974 à Chypre, l'OTAN demande le retrait des officiers grecs le 17 juillet. La Grèce quitte les structures militaires de l'alliance le 14 août 1974, car cette dernière n'a pas empêché l'invasion turque ; elle réintègre celles-ci le 20 octobre 1980, après la levée du veto turc.

## Situation actuelle

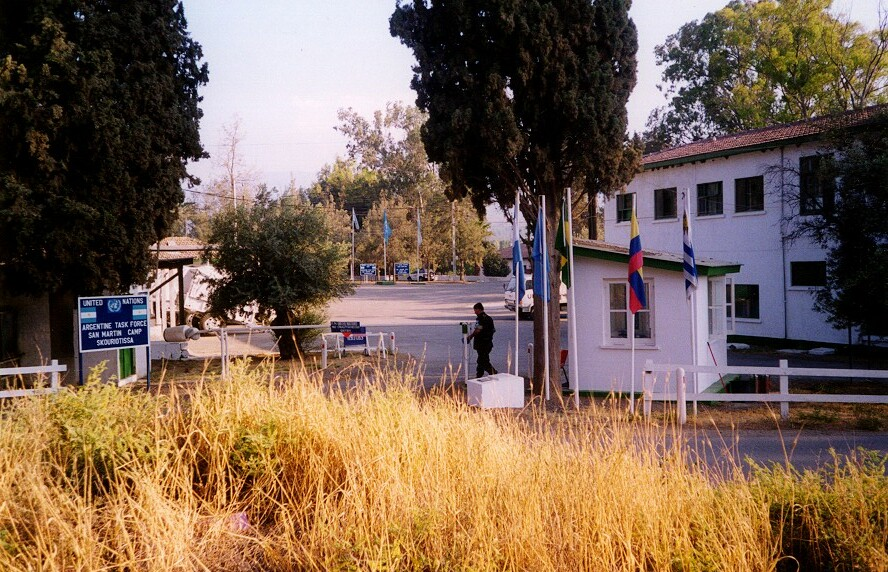
Camp argentin des forces de l'ONU.

L'ONU a proposé en 2004 le plan Annan, du nom de l'ancien secrétaire des Nations unies, Kofi Annan. Ce plan proposait de réunifier les deux États chypriotes au sein d'une même République chypriote unie fonctionnant sur la base d'un système fédéral où les deux communautés seraient représentées. Le plan Annan, intervenant après trente ans de négociations infructueuses, propose d'instaurer un État confédéral, chaque État confédéré devant permettre l'installation (ou le retour) de 33 % au plus de résidents de l'autre communauté sur son sol. Il fut soumis à référendum. Bien que le nombre de Turcs soit insuffisant pour atteindre ce taux au Sud, alors que le nombre de Grecs est largement suffisant pour l'atteindre au Nord, ce plan fut accepté à plus de 65 % par les habitants du Nord de l'île, mais rejeté à 70 % par ceux du Sud : en effet, pour les Grecs ayant été chassés du Nord, la limitation à 33 % était inacceptable, étant donné qu'ils étaient environ 79 % des habitants du nord avant 1974 ; pour les Turcs en revanche, cela revenait à sauvegarder l'essentiel de leurs acquis tout en revenant dans la légalité internationale et en échappant à l'embargo et à la dépendance vis-à-vis d'Ankara. Au cours de ce référendum d'ailleurs, pour la première fois, des manifestations massives, rassemblant jusqu'à 50 000 personnes, ont eu lieu dans la partie occupée de Chypre, au cours desquelles la communauté chypriote turque a contesté ouvertement la politique sous tutelle d'Ankara du « président » Rauf Denktash, exigé sa démission, et exprimé son souhait de rattachement à la partie sud.
À la suite d'une série de négociations entre mai et septembre 2008, les dirigeants chypriotes grecs et turcs se sont engagés sous l'égide des Nations unies à résoudre point par point les problèmes liés à la spécificité chypriote. S'engageant à suivre les paramètres établis par les Nations unies, Dimítris Khristófias et Mehmet Ali Talat ont mis conjointement en place six groupes de travail et sept comités techniques portant sur des questions spécifiques.
Les dirigeants chypriotes grec et turc ont rencontré le secrétaire général des Nations unies Ban Ki-moon, le 18 novembre 2010 à New York, où ils ont étudié divers points dans une réunion tripartite ; notamment sur la question des propriétés foncières et l'ouverture de nouveaux points de passages dans la ligne verte. Ces négociations viseraient à terme la réunification de Chypre, sous un système fédéral bicommunautaire où chypriotes grecs et turcs seraient égaux en droit et en pouvoir ; comme envisagée dans le plan Annan, la résolution des différends aboutirait à une théorique République chypriote unie ou entité supra communautaire, basée sur le modèle de la Suisse, où les deux parties auraient une réelle autonomie et une représentation politique paritaire.